# St. Margaret Bay
St. Margaret Bay is een baai van ruim 32 km² in de Canadese provincie Newfoundland en Labrador. De baai bevindt zich aan de noordwestkust van het eiland Newfoundland.

## Geografie
St. Margaret Bay ligt aan de westkust van het Great Northern Peninsula, het meest noordelijke gedeelte van Newfoundland. Ze wordt in het noorden begrensd door het Dog Peninsula. Tussen beide kapen, daar waar de baai uitgeeft in de Saint Lawrencebaai, ligt een afstand van 3,2 km.
De baai telt in het oosten heel wat zandbanken en een tiental erg kleine eilandjes. Wooded Island (0,15 km²) is bij verre het grootste eiland in de baai. Langsheen de oevers van St. Margaret Bay ligt één dorp, namelijk Reefs Harbour. Dit bevindt zich op het schiereiland New Ferolle, aan de zuidoever van de baai. De plaats Shoal Cove West ligt net voorbij Black Point en ligt dus niet aan St. Margaret Bay.
Iets meer dan 6 km ten oosten van de baai bevindt zich de Mount St. Margaret, een 287 m hoge berg.